# Lista de bairros de Guapimirim
Esta é uma lista de bairros do município de Guapimirim.
Guapimirim é um município brasileiro localizado na Região Metropolitana do estado do Rio de Janeiro.
Fica ao norte da capital do estado distando desta cerca de 84 quilômetros. Localiza-se a 22º32'14" de latitude sul e 42º58'55" de longitude oeste, a uma altitude de 48 metros. Ocupa uma área de 360.813 km², e sua população, em 2010, foi estimada pelo IBGE em 51 487 habitantes, sendo assim o 37º município mais populoso do estado do Rio de Janeiro.

## Bairros
| Bairros oficiais      | |                                     |  |
| Distrito              | Bairros | Imagens                             |  |
| Guapimirim            | Bananal • Barreira • Caneca Fina • Centro • Cotia • Garrafão • Iconha • Jardim Guapimirim • Limoeiro • Monte Olivete • Orindi • Paiol • Parque Freixal • Parque Silvestre • Parada Modelo • Paraíso • Parque Santa Eugênia • Quinta Mariana • Sapê • Segredo • Vale do Jequitibá |                                     |  |
| Vale das Pedrinhas    | Canal Magemirim • Cordovil • Nova Marília• Parque Nossa Senhora D'Ajuda • Vale das Pedrinhas • Várzea Alegre • Vila Olímpia • Gleba Sete • Parque Janaina • Sítio Santa Terezinha • Jardim Santo Amaro • Sítio Santo Antônio.                                                    |                                     |  |
| Bairros de Guapimirim | Bairros | Guapimirim • Bairros Nobres • Guapi |  |
| Citrolândia           | Citrolândia • Parada Ideal • Horto |                                     |  |